# Springvale (condado de Fond du Lac, Wisconsin)
Springvale es un pueblo ubicado en el condado de Fond du Lac en el estado estadounidense de Wisconsin. En el Censo de 2010 tenía una población de 707 habitantes y una densidad poblacional de 7,59 personas por km².

## Geografía
Springvale se encuentra ubicado en las coordenadas 43°45′36″N 88°42′4″O / 43.76000, -88.70111. Según la Oficina del Censo de los Estados Unidos, Springvale tiene una superficie total de 93.16 km², de la cual 92.71 km² corresponden a tierra firme y (0.48%) 0.45 km² es agua.

## Demografía
Según el censo de 2010, había 707 personas residiendo en Springvale. La densidad de población era de 7,59 hab./km². De los 707 habitantes, Springvale estaba compuesto por el 99.29% blancos, el 0.14% eran afroamericanos, el 0% eran amerindios, el 0% eran asiáticos, el 0% eran isleños del Pacífico, el 0.57% eran de otras razas y el 0% pertenecían a dos o más razas. Del total de la población el 3.11% eran hispanos o latinos de cualquier raza.